# Szyna (medycyna)

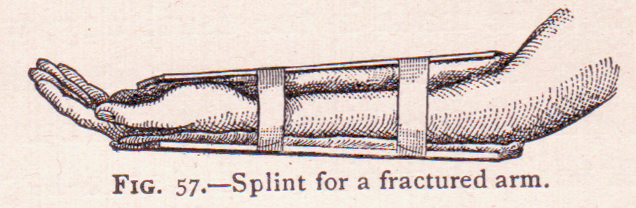

Szyna – urządzenie służące do wsparcia lub unieruchomienia kończyny lub kręgosłupa. Może być używana przez:
- ratownika medycznego lub osoby pomagające poszkodowanym w trakcie wypadku, do unieruchamiania złamanych kończyn przed transportem; jest to tymczasowe unieruchomienie;
- personel służby zdrowia, np. fizjoterapeutów i ortopedów, do unieruchomienia stawu (np. kolana) tak aby mógł być uwolniony gdy nie jest używany (np. podczas snu);
- trenerów sportowych w celu unieruchomienia kości lub stawów po urazie w celu bezpiecznego transportu osoby poszkodowanej;
- lekarzy pogotowia do stabilizacji złamań, zwichnięć, do czasu wizyty u ortopedy.

Szyna może mieć również kształt kołnierza, jeśli unieruchomionymi kośćmi mają być kręgi szyjne.
W stomatologii – pomijając złamania np. żuchwy – słowo szyna ma inne znaczenie, jednak w niektórych przypadkach można powiedzieć, że służy także ochronie zębów (np. w bruksizmie).

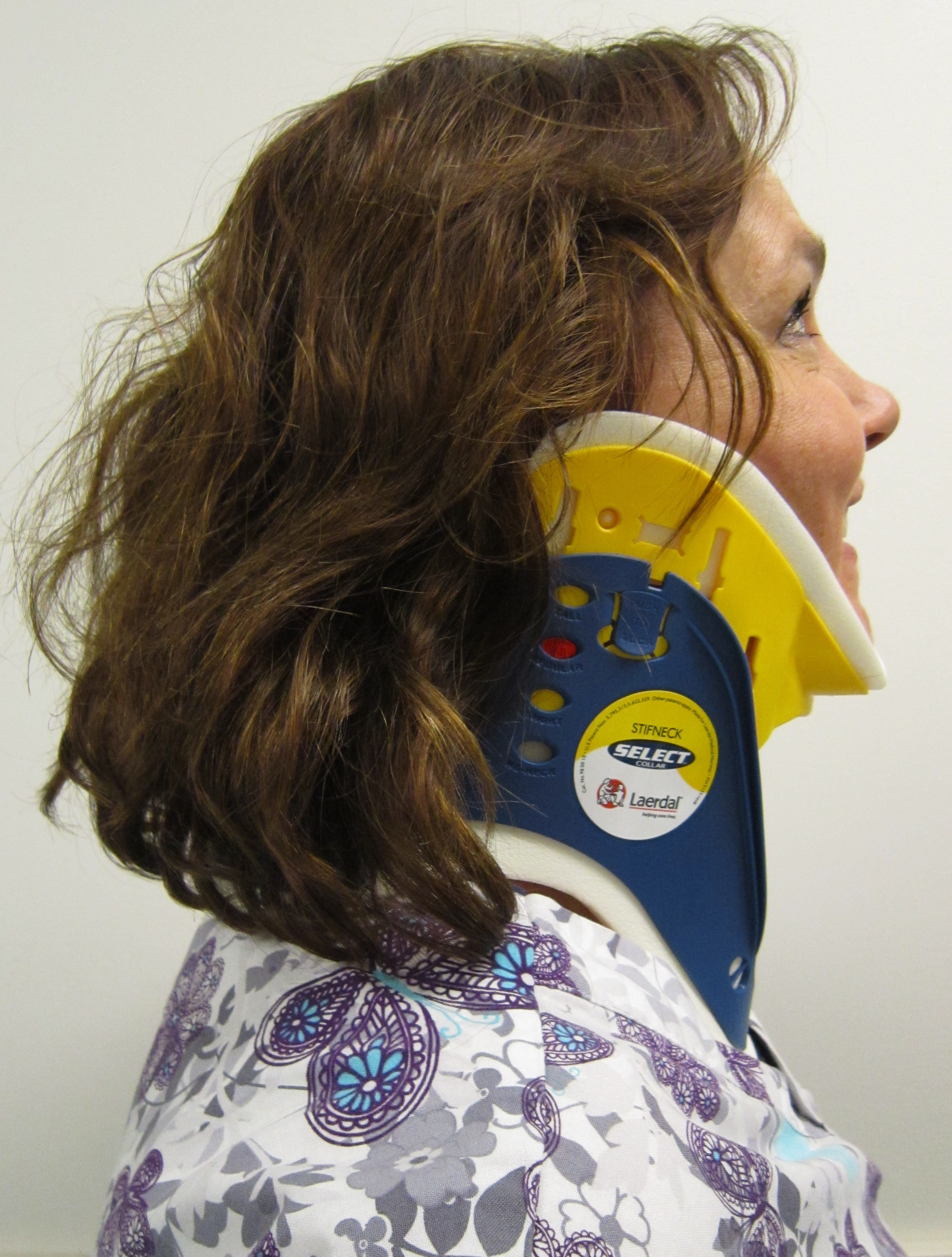
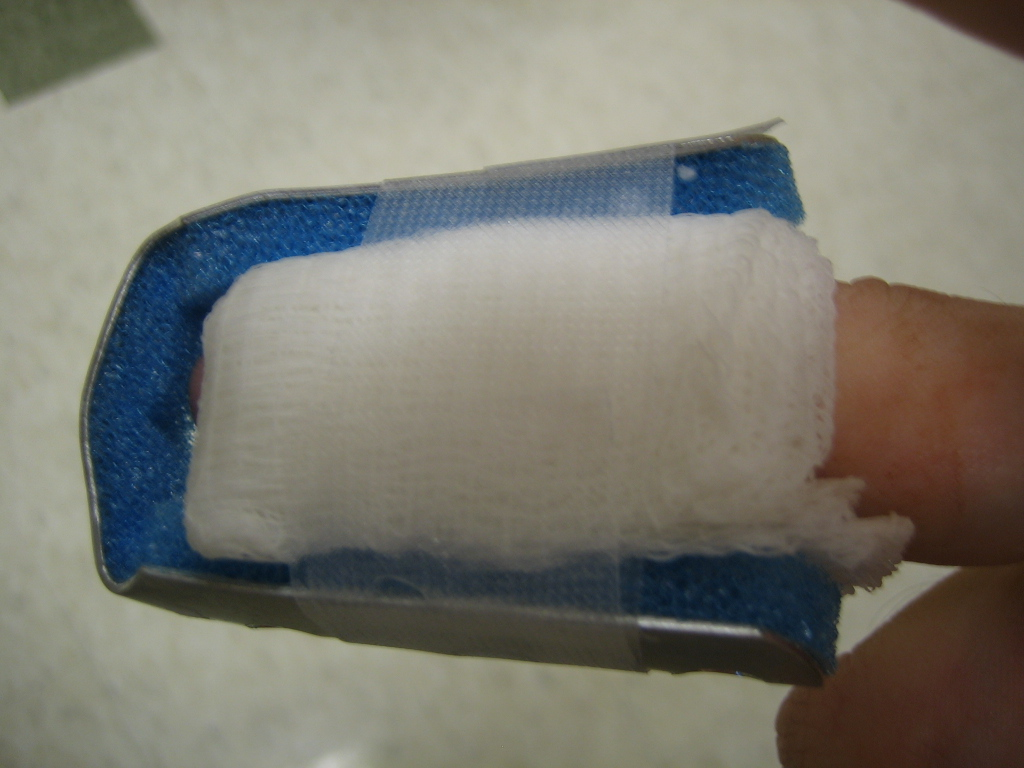
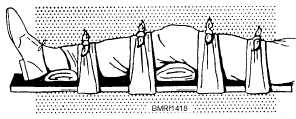
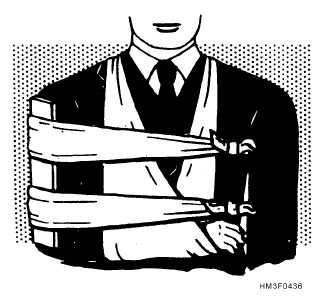
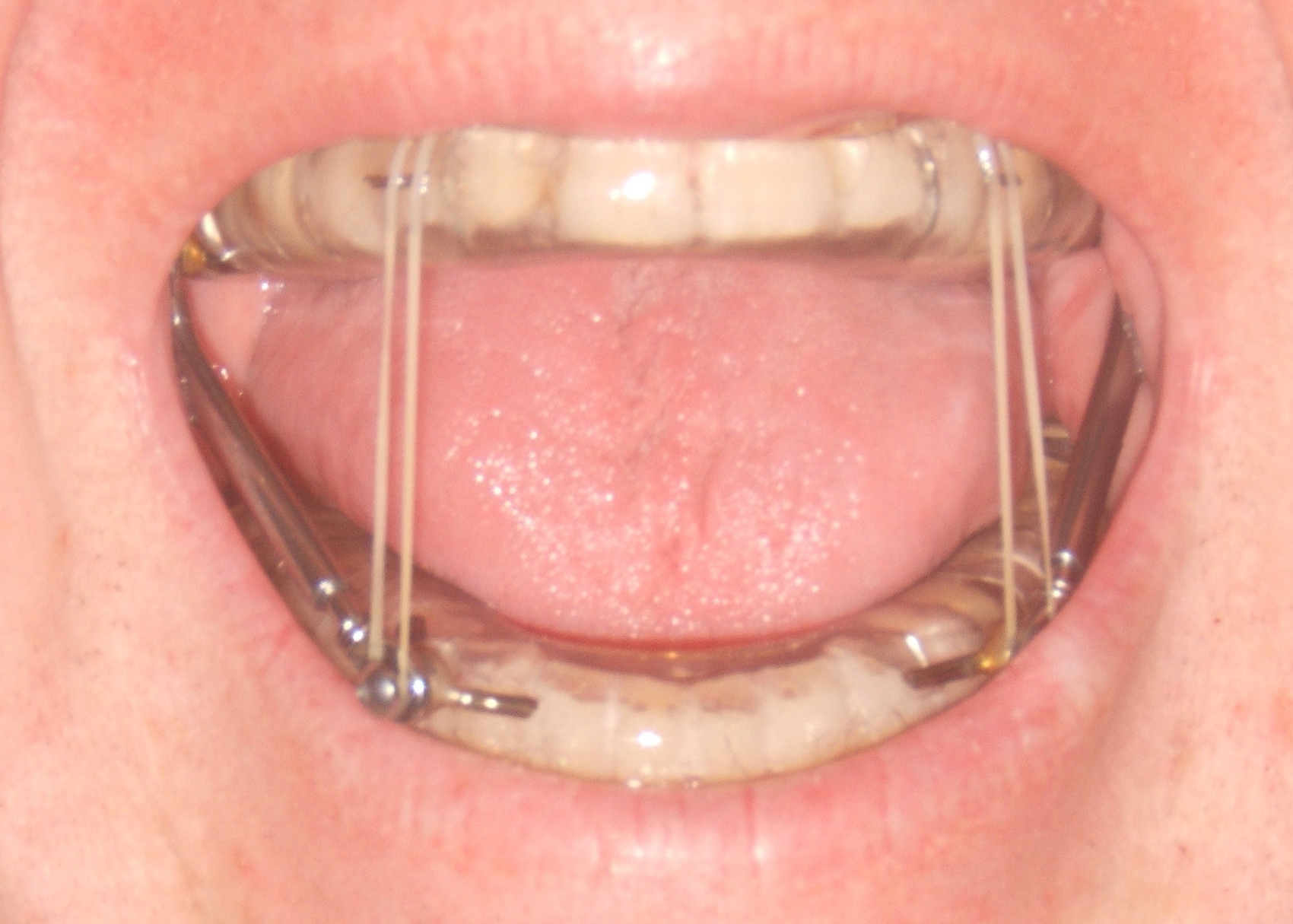
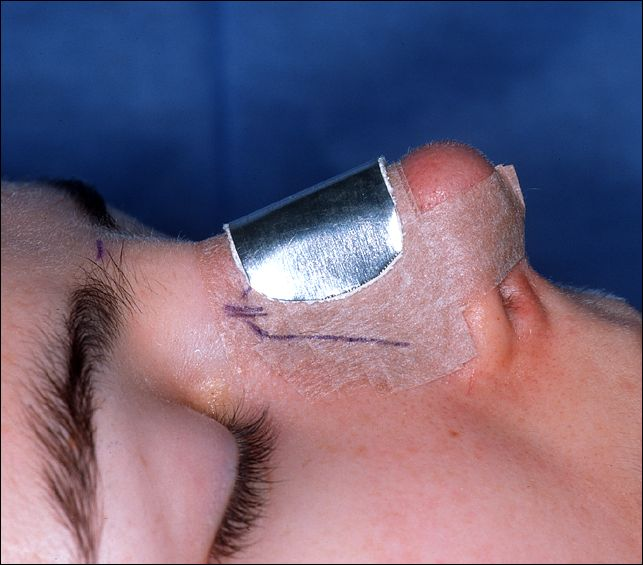
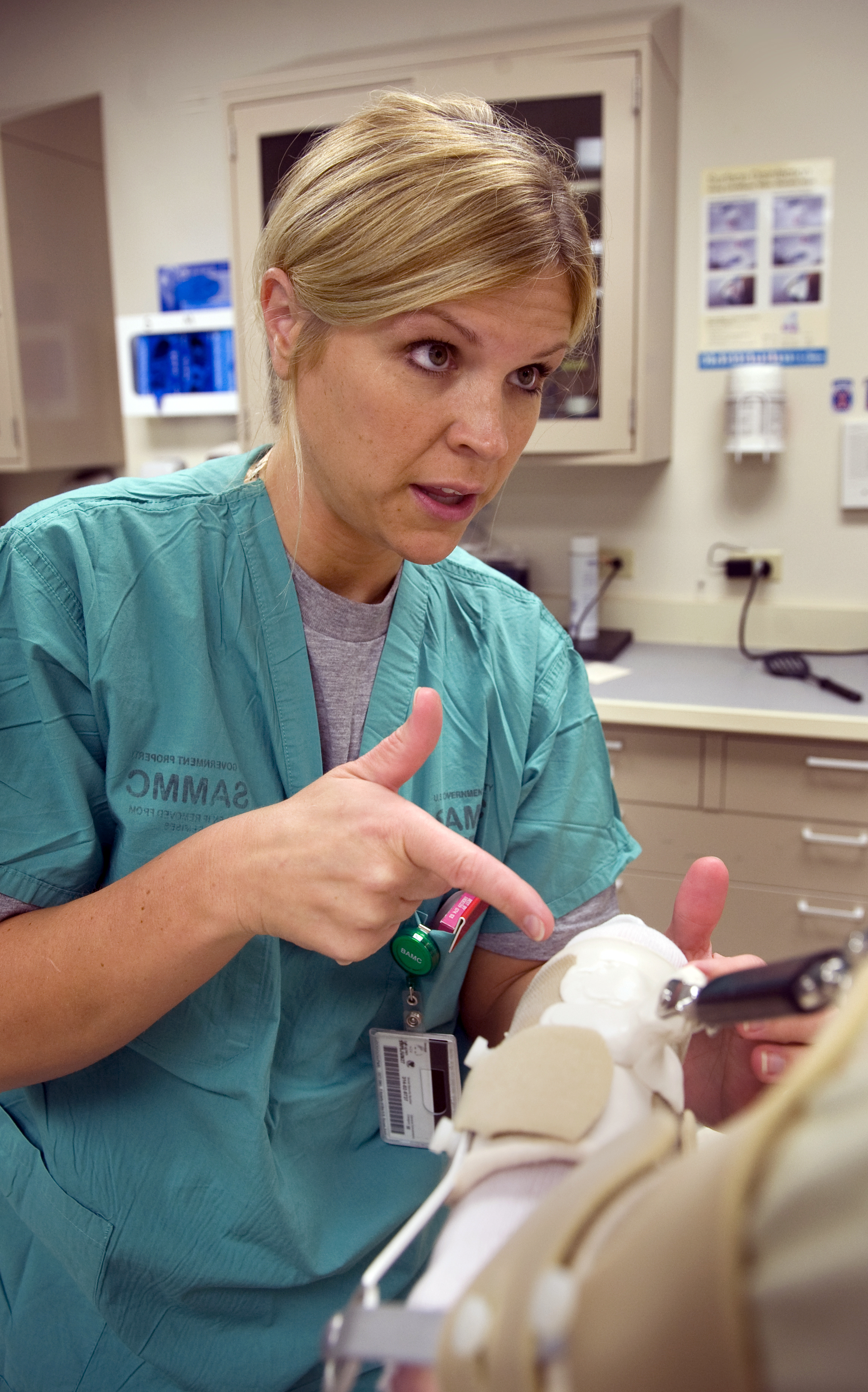